# Ancourteville-sur-Héricourt
Ancourteville-sur-Héricourt è un comune francese di 250 abitanti situato nel dipartimento della Senna Marittima nella regione della Normandia.

## Società

### Evoluzione demografica
Abitanti censiti